# Дунин, Иван Михайлович
Ива́н Миха́йлович Дунин (род. 7 января 1951, с. Пурдошки, Мордовская АССР) — российский учёный в области селекции сельскохозяйственных животных и племенного дела, автор более 450 научных трудов, 12 селекционных достижений (пород и типов с.-х. животных), подготовивший 21 кандидата и 19 докторов сельскохозяйственных и биологических наук, директор Федерального государственного бюджетного научно-исследовательского учреждения — Всероссийский научно-исследовательский институт племенного дела.

## Биография
В 1977 году окончил Мордовский государственный университет, специализация «Зоотехния», в 1980 году окончил очную аспирантуру Всесоюзного института животноводства, специализация «Разведение и селекция с.-х. животных»
С 1981 года — кандидат сельскохозяйственных наук (диссертация «Рост, развитие и мясные качества помесей симментальской и красно-пестрой голштино-фризской пород»). В 1994 году защитил докторскую диссертацию «Использование голштинской породы для повышения продуктивности молочного скота России».
С 1995 года — профессор, с 1997 года — член-корреспондент РАСХН. 16 февраля 2005 года избран академиком РАСХН, с 30 сентября 2013 года — академик РАН (в результате реформы государственных академий наук).

## Профессиональная карьера
В 1980—1983 годах — младший научный сотрудник Всероссийского научно-исследовательского института племенного дела
В 1983—1984 годах — старший научный сотрудник Всероссийского научно-исследовательского института племенного дела
В 1984−1988 годах — заведующий отделом разведения молочного скота, учёный секретарь Всероссийского научно-исследовательского института племенного дела
В 1988—1990 годах — заместитель директора по научной работе Всероссийского научно-исследовательского института племенного дела
С 1990 года — директор Федерального государственного бюджетного научного учреждения «Всероссийский научно-исследовательский институт племенного дела».
Заместитель председателя секции по животноводству и племенному делу и член секции приоритетных фундаментальных, прикладных научных исследований НТС Минсельхоза России; член редколлегии специализированных журналов «Зоотехния», «Молочное и мясное скотоводство», «Доклады РАСХН», член совета директоров союза животноводов России. Избирался депутатом Пушкинского городского совета, членом совета директоров ОАО «Росагролизинг», Председателем совета директоров ОАО «Головной центр по воспроизводству с.-х. животных», членом экспертного совета ВАК Минобрнауки РФ, членом бюро отделения «Зоотехния» РАСХН.

## Награды
- Заслуженный деятель науки Республики Мордовия
- Заслуженный деятель науки Российской Федерации (1998)
- Лауреат премии Правительства Российской Федерации в области науки и техники (2003, 2018)
- юбилейная медаль «В память 850-летия Москвы»
- Золотая медаль Министерства сельского хозяйства Российской Федерации «За вклад в развитие агропромышленного комплекса России»
- Почётный работник агропромышленного комплекса Российской Федерации (2011)
- Почётные грамоты Министерства сельского хозяйства Российской Федерации (4)
- Знаки губернатора Московской области «За большой вклад в социально-экономическое развитие Подмосковья» и «За полезное»
- Почетные грамоты министерств сельского хозяйства Московской области, Ставропольского края, Самарской области, Волгоградской области, республика Мордовия, Липецкой области, Красноярского края
- Почётные грамоты Президиума РАСХН и РАН (4)
- Золотые (8) и серебряные (2) медали «Лауреат ВДНХ СССР и ВВЦ»
- Орден Дружбы (2017).

## Семья
- Женат, имеет дочь и сын. Жена — Дунина Людмила Георгиевна, сын — Дунин Михаил Иванович, дочь — Дунина Юлия Ивановна.